# Dacrifilia
La dacrifilia è una parafilia che consiste nel provare piacere sessuale nel vedere un soggetto piangere. La parola deriva dal greco antico: δάκρυ (dákru, “lacrima”) e φιλία (philìa, "amore"), e l'attrazione sessuale viene data proprio dalla produzione di lacrime relative al pianto, causata da un forte stress emotivo.

## Caratteristiche e pratica
Tale parafilia è divenuta una vera e propria moda sessuale. Infatti, il soggetto affetto da dacrifilia si eccita nel vedere piangere il proprio partner (per motivi quali disagio, dolore o stanchezza) e il godimento vero e proprio scaturisce dall'essere d'aiuto per quest'ultimo, permettendo al dacrifilo di rendersi utile e porsi in una situazione di superiorità psicologica.
Tale pratica può essere sia attiva sia passiva. Nel primo caso, si prova piacere nel vedere il pianto altrui. Nel secondo caso, invece, è proprio colui che piange a godere, perché la produzione di lacrime è accompagnata da un cambiamento della propria situazione emotiva durante il quale vi è una sostanziosa produzione di endorfine, dal cervello, che innalzano l'umore del soggetto.

## BDSM
La dacrifilia è spesso associata al masochismo, poiché può essere interpretata come una sorta di umiliazione da parte di un soggetto su un altro. In alcune pratiche BDSM, infatti, la persona dominante può controllare le emozioni del sottomesso, provocandogli il pianto attraverso insulti o dolore fisico, e quindi porsi in una netta superiorità psicologica rispetto a esso. Proprio per questo, tale parafilia può essere relativa a dei disturbi psichici dei soggetti come, ad esempio, il sadismo.

## Curiosità
- La dacrifilia è una delle parafilie sessuali presenti nel film Kiki & i segreti del sesso del 2016, dove una delle protagoniste si eccita quando il proprio partner piange.[4]